# Cannabis Corpse
Cannabis Corpse este o formație de death metal cu versuri inspirate de consumul de cannabis înființată în Richmond, Virginia în 2006. Aceasta a lansat în total șase long play-uri și două extended play-uri. Alcătuit din membri ai Municipal Waste și Antietam 1862, denumirea sa reprezintă o parodie a numelui celebrei formații Cannibal Corpse.

## Istorie
În 1999, basistul/chitaristul Philip „Landphil” Hall și fratele său, Josh „HallHammer” Hall, au inventat numele „Cannabis Corpse”. Formația originală a fost alcătuit din Landphil (voce) și John Gonzalez (chitară). După ce Gonzalez s-a mutat în Hawaii, formația a intrat în hiatus până în 2006. În acel an, cei doi frații și vocalistul Andy „Weedgrinder” Horn au înregistrat un album demo intitulat Blunted at Birth. La scurt timp după, aceștia au încheiat un contract cu casa de discuri Forcefield Records din Richmond.
Cannabis Corpse apare pentru scurt timp în filmul BBC In The Loop⁠(d). În 2013, au participat la un tuneu în Europa împreună cu Ghoul⁠(d) și au semnat un contract cu casa de discuri Season of Mist.

## Membrii formației
- Philip "Landphil" Hall - bas (2006-prezent), voce (2012-prezent), chitare (2006-2008, 2012-2015), clape (2011-2012)
- Josh "HallHammer" Hall - baterie (2006-prezent)
- Adam Guilliams – chitară principală (2018-prezent)

### Foști membri
- Nick "Nikropolis" Poulos – chitară principală (2008–2012)
- Andy „Weedgrinder” Horn – voce (2006–2012)
- Brent Purgason – chitară principală (2012–2014)
- Brandon Ellis – chitară principală (2014–2015)
- Ray Suhy – chitară ritmică (2015–2018)

## Discografie

### Albume
- Blunted at Birth (2006)
- Tube of the Resinated (2008)
- Beneath Grow Lights Thou Shalt Rise (2011)
- From Wisdom to Baked (2014)
- Left Hand Pass (2017)
- Nug So Vile  (2019)

### EP
- The Weeding (2009)
- Splatterhash (2013) – album cu Ghoul

### Compilații
- Choice Nugs (2017)